# Actenochroma pullicosta
Actenochroma pullicosta är en fjärilsart som beskrevs av Louis Beethoven Prout 1934. Actenochroma pullicosta ingår i släktet Actenochroma och familjen mätare. Inga underarter finns listade i Catalogue of Life.